# Achille Gama Malcher
Achille Gama Malcher (8 janvier 1892 dans l'État du Pará au Brésil - 29 juillet 1958 à Rio de Janeiro) est un footballeur des années 1910 et arbitre de football des années 1920.

## Carrière d'arbitre
Il officie dans une compétition majeure : 
- JO 1928 (2 matchs)